# Danh sách cầu thủ tham dự giải vô địch bóng đá U-17 Nam Mỹ 2015

## Bảng A

### Brasil
Huấn luyện viên:  Caio Zanardi
| Số | VT | Cầu thủ             | Ngày sinh (tuổi)            | Trận | Bàn | Câu lạc bộ          |
| -- | -- | ------------------- | --------------------------- | ---- | --- | ------------------- |
| 1  | TM | Bruno               | 31 tháng 5, 1998 (16 tuổi)  |      |     | Coritiba            |
| 2  | HV | Kléber              | 2 tháng 8, 1998 (16 tuổi)   |      |     | Flamengo            |
| 3  | HV | Adryelson           | 23 tháng 3, 1998 (16 tuổi)  |      |     | Sport Recife        |
| 4  | HV | Zé Marcos           | 1 tháng 2, 1998 (17 tuổi)   |      |     | Atlético Paranaense |
| 5  | TV | Riuler              | 25 tháng 1, 1998 (17 tuổi)  |      |     | Atlético Paranaense |
| 6  | HV | Caíque              | 14 tháng 6, 1998 (16 tuổi)  |      |     | São Paulo           |
| 7  | TV | Andrey              | 15 tháng 2, 1998 (17 tuổi)  |      |     | Vasco da Gama       |
| 8  | TV | Matheus Pereira     | 25 tháng 2, 1998 (17 tuổi)  |      |     | Corinthians         |
| 9  | TĐ | Eronildo            | 16 tháng 7, 1998 (16 tuổi)  |      |     | Vitória             |
| 10 | TĐ | Leandrinho          | 11 tháng 10, 1998 (16 tuổi) |      |     | Ponte Preta         |
| 11 | TĐ | Ramón               | 19 tháng 9, 1998 (16 tuổi)  |      |     | Fluminense          |
| 12 | TM | Juliano             | 14 tháng 3, 1998 (16 tuổi)  |      |     | Atlético Paranaense |
| 13 | HV | Léo                 | 9 tháng 12, 1998 (16 tuổi)  |      |     | Corinthians         |
| 14 | HV | Ronaldo             | 12 tháng 1, 1998 (17 tuổi)  |      |     | Cruzeiro            |
| 15 | TV | Renan               | 18 tháng 1, 1998 (17 tuổi)  |      |     | Corinthians         |
| 16 | HV | Matheus Mascarenhas | 27 tháng 7, 1998 (16 tuổi)  |      |     | Fluminense          |
| 17 | TV | Lincoln             | 7 tháng 11, 1998 (16 tuổi)  |      |     | Grêmio              |
| 18 | TV | Jean                | 7 tháng 5, 1998 (16 tuổi)   |      |     | Grêmio              |
| 19 | TĐ | Evander             | 9 tháng 6, 1998 (16 tuổi)   |      |     | Vasco da Gama       |
| 20 | TV | Mauro Júnior        | 6 tháng 5, 1999 (15 tuổi)   |      |     | Desportivo Brasil   |
| 21 | TV | Marco Túlio         | 13 tháng 3, 1998 (16 tuổi)  |      |     | Atlético Mineiro    |
| 22 | TM | Carlinhos           | 16 tháng 3, 1998 (16 tuổi)  |      |     | São Paulo           |

### Colombia
Huấn luyện viên:  Juan Camilo Pérez
| 0#0 | Vị trí | Cầu thủ                 | Ngày sinh và tuổi           | Câu lạc bộ                    |
| --- | ------ | ----------------------- | --------------------------- | ----------------------------- |
| 1   | TM     | Luis García             | 20 tháng 3, 1998 (16 tuổi)  | Rayo Vallecano Juvenil B      |
| 2   | TV     | Cristian Tovar          | 6 tháng 5, 1998 (16 tuổi)   | Deportes Tolima               |
| 3   | TV     | Jefferson Valdeblánquez | 1 tháng 3, 1998 (17 tuổi)   | Estudiantil                   |
| 4   | HV     | Anderson Arroyo         | 27 tháng 9, 1999 (15 tuổi)  | Boca Juniors                  |
| 5   | HV     | Stiven Vega             | 22 tháng 5, 1998 (16 tuổi)  | Millonarios                   |
| 6   | TĐ     | Jesús Marimón           | 9 tháng 9, 1998 (16 tuổi)   | Palmazul                      |
| 7   | TV     | Jonathan Cuéllar        | 8 tháng 1, 1998 (17 tuổi)   | Deportivo Cali                |
| 8   | TV     | David Josué Pérez       | 11 tháng 11, 1998 (16 tuổi) | Colombia Sport                |
| 9   | TĐ     | Edward Bolaños          | 14 tháng 8, 1998 (16 tuổi)  | Estudiantil                   |
| 10  | TV     | Wilmar Arango           | 13 tháng 1, 1998 (17 tuổi)  | Estudiantil                   |
| 11  | TV     | Edwin Ariza             | 17 tháng 1, 1998 (17 tuổi)  | Alianza Petrolera             |
| 12  | TM     | Andrés Felipe Pérez     | 7 tháng 5, 1999 (15 tuổi)   | Deportivo Cali                |
| 13  | TV     | Juan David Rengifo      | 27 tháng 1, 1998 (17 tuổi)  | Deportivo Cali                |
| 14  | TV     | Jhon Lucumí             | 26 tháng 6, 1998 (16 tuổi)  | Deportivo Cali                |
| 15  | TV     | Jorge Carrascal         | 25 tháng 5, 1998 (16 tuổi)  | Millonarios                   |
| 16  | HV     | Santiago Jiménez        | 1 tháng 3, 1998 (17 tuổi)   | Envigado                      |
| 17  | TV     | Jhan Carlos Riascos     | 17 tháng 5, 1998 (16 tuổi)  | Deportivo Cali                |
| 18  | TV     | Edwin Cetré             | 1 tháng 1, 1998 (17 tuổi)   | Boca Juniors                  |
| 19  | HV     | Carlos Cuesta           | 9 tháng 3, 1999 (15 tuổi)   | Atlético Nacional             |
| 20  | TĐ     | Juan José Calero        | 5 tháng 11, 1998 (16 tuổi)  | Pachuca                       |
| 21  | HV     | Brayhan Torres          | 23 tháng 1, 1998 (17 tuổi)  | CEIF                          |
| 22  | TM     | Juan Arturo             | 2 tháng 2, 1998 (17 tuổi)   | Escuela Carlos Sarmiento Lora |

### Paraguay
Huấn luyện viên:  Carlos Jara Saguier
| 0#0 | Vị trí | Cầu thủ               | Ngày sinh và tuổi           | Câu lạc bộ       |
| --- | ------ | --------------------- | --------------------------- | ---------------- |
| 1   | TM     | Óscar Meza            | 15 tháng 3, 1998 (16 tuổi)  | Sportivo Luqueño |
| 2   | HV     | Rodi Ferreira         | 29 tháng 5, 1998 (16 tuổi)  | Olimpia          |
| 3   | HV     | Juan Ojeda            | 4 tháng 4, 1998 (16 tuổi)   | Sportivo Luqueño |
| 4   | HV     | Blas Riveros          | 3 tháng 2, 1998 (17 tuổi)   | Olimpia          |
| 5   | HV     | Elvis Echagüe         | 14 tháng 1, 1998 (17 tuổi)  | Sportivo Luqueño |
| 6   | TV     | Arturo Aranda         | 20 tháng 4, 1998 (16 tuổi)  | Libertad         |
| 7   | TĐ     | Julio Villalba        | 11 tháng 9, 1998 (16 tuổi)  | Cerro Porteño    |
| 8   | HV     | Jorge Morel           | 22 tháng 1, 1998 (17 tuổi)  | Guaraní          |
| 9   | TĐ     | Sebastián Ferreira    | 13 tháng 2, 1998 (17 tuổi)  | Olimpia          |
| 10  | TV     | Josué Colmán          | 25 tháng 7, 1998 (16 tuổi)  | Cerro Porteño    |
| 11  | HV     | Óscar Rodas           | 8 tháng 2, 1998 (17 tuổi)   | Olimpia          |
| 12  | TM     | Gabriel Perrota       | 26 tháng 12, 1998 (16 tuổi) | Nacional         |
| 13  | HV     | Luis Giménez          | 1 tháng 8, 1998 (16 tuổi)   | Olimpia          |
| 14  | HV     | Fernando Lomaquis     | 5 tháng 9, 1998 (16 tuổi)   | Rubio Ñu         |
| 15  | TV     | Bill López            | 13 tháng 1, 1998 (17 tuổi)  | Guaraní          |
| 16  | TV     | Gianlucca Fatecha     | 17 tháng 1, 1998 (17 tuổi)  | Olimpia          |
| 17  | TV     | Cristian Paredes      | 18 tháng 5, 1998 (16 tuổi)  | Sol de América   |
| 18  | TĐ     | Édgar Riveros         | 13 tháng 3, 1998 (16 tuổi)  | 3 de Febrero     |
| 19  | TĐ     | Jonathan Valiente     | 21 tháng 1, 1998 (17 tuổi)  | Libertad         |
| 20  | TV     | Sergio Díaz           | 5 tháng 3, 1998 (16 tuổi)   | Cerro Porteño    |
| 21  | HV     | Marcelo Arce          | 24 tháng 3, 1998 (16 tuổi)  | Olimpia          |
| 22  | TM     | Miguel Ángel Martínez | 29 tháng 9, 1998 (16 tuổi)  | General Díaz     |

### Peru
Huấn luyện viên:  Juan José Oré
| 0#0 | Vị trí | Cầu thủ                 | Ngày sinh và tuổi           | Câu lạc bộ             |
| --- | ------ | ----------------------- | --------------------------- | ---------------------- |
| 1   | TM     | Pedro Ynamine           | 14 tháng 10, 1998 (16 tuổi) | Universidad San Martín |
| 2   | HV     | Marco Saravia           | 6 tháng 2, 1999 (16 tuổi)   | Academia Cantolao      |
| 3   | HV     | Óscar Pacheco           | 11 tháng 2, 1998 (17 tuổi)  | Universitario          |
| 4   | HV     | Martín Chang            | 4 tháng 1, 1998 (17 tuổi)   | Universidad San Martín |
| 5   | HV     | Junior Huerto           | 26 tháng 4, 1999 (15 tuổi)  | Universidad San Martín |
| 6   | TV     | Christian André Sánchez | 5 tháng 4, 1999 (15 tuổi)   | Academia Cantolao      |
| 7   | TV     | Gerald Távara           | 25 tháng 3, 1999 (15 tuổi)  | Sporting Cristal       |
| 8   | TV     | José María Corrales     | 18 tháng 6, 1998 (16 tuổi)  | Universidad San Martín |
| 9   | TĐ     | Luis Iberico            | 6 tháng 2, 1998 (17 tuổi)   | Universidad San Martín |
| 10  | TĐ     | Bryan Reyna             | 23 tháng 8, 1998 (16 tuổi)  | Academia Cantolao      |
| 11  | TV     | Christopher Olivares    | 3 tháng 4, 1999 (15 tuổi)   | Esther Grande          |
| 12  | TM     | Víctor Egocheaga        | 2 tháng 2, 1998 (17 tuổi)   | Universitario          |
| 13  | HV     | Renzo Castro            | 12 tháng 4, 1998 (16 tuổi)  | Universidad San Martín |
| 14  | TV     | Raúl Pajuelo            | 23 tháng 5, 1998 (16 tuổi)  | Universidad San Martín |
| 15  | TV     | Jesús Mendieta          | 11 tháng 4, 1998 (16 tuổi)  | Sporting Cristal       |
| 16  | TV     | Anthony Quijano         | 3 tháng 3, 1999 (16 tuổi)   | Sporting Cristal       |
| 17  | TĐ     | Fernando José Pacheco   | 26 tháng 6, 1999 (15 tuổi)  | Sporting Cristal       |
| 18  | TĐ     | José Bolívar            | 17 tháng 1, 2000 (15 tuổi)  | Universidad San Martín |
| 19  | TĐ     | Hideyoshi Arakaki       | 2 tháng 1, 1998 (17 tuổi)   | Universidad San Martín |
| 20  | TV     | Kelvin Sánchez          | 3 tháng 1, 1999 (16 tuổi)   | Academia Cantolao      |
| 21  | TV     | Ricardo Bruno           | 1 tháng 6, 1998 (16 tuổi)   | Academia Cantolao      |
| 22  | TM     | Tarek Bendeck           | 27 tháng 11, 1998 (16 tuổi) | Regatas Lima           |

### Venezuela
Huấn luyện viên:  Ceferino Bencomo
| 0#0 | Vị trí | Cầu thủ                   | Ngày sinh và tuổi           | Câu lạc bộ               |
| --- | ------ | ------------------------- | --------------------------- | ------------------------ |
| 1   | TM     | Wuilker Faríñez           | 15 tháng 2, 1998 (17 tuổi)  | Caracas                  |
| 2   | HV     | Sandro Notaroberto        | 10 tháng 3, 1998 (16 tuổi)  | Deportivo La Guaira      |
| 3   | HV     | Christopher Camilli       | 20 tháng 4, 1998 (16 tuổi)  | Zulia                    |
| 4   | HV     | Jesús Farías              | 13 tháng 8, 1998 (16 tuổi)  | Ciudad Vinotinto         |
| 5   | HV     | Antony Trujillo           | 14 tháng 11, 1998 (16 tuổi) | Zamora                   |
| 6   | HV     | Joiser Arias              | 3 tháng 12, 1998 (16 tuổi)  | Caracas                  |
| 7   | TV     | Edson Alejandro Tortolero | 5 tháng 2, 1998 (17 tuổi)   | Potros de Barinas        |
| 8   | TV     | Yangel Herrera            | 7 tháng 1, 1998 (17 tuổi)   | Monagas                  |
| 9   | TĐ     | Marco Farisato            | 30 tháng 1, 1998 (17 tuổi)  | Valencia Juvenil B       |
| 10  | TV     | Daniel Saggiomo           | 7 tháng 2, 1998 (17 tuổi)   | Caracas                  |
| 11  | TĐ     | Ronaldo Chacón            | 18 tháng 2, 1998 (17 tuổi)  | Deportivo Táchira        |
| 12  | TM     | Jorge Roa                 | 17 tháng 6, 1998 (16 tuổi)  | Carabobo                 |
| 13  | TĐ     | Víctor Arias              | 9 tháng 1, 1998 (17 tuổi)   | Zamora                   |
| 14  | HV     | Carlos Martínez           | 31 tháng 3, 1998 (16 tuổi)  | Estudiantes de Caracas   |
| 15  | TĐ     | Gerardo Colmenares        | 10 tháng 3, 1998 (16 tuổi)  | Deportivo Táchira        |
| 16  | TV     | Edgar Pérez               | 2 tháng 5, 1998 (16 tuổi)   | Llaneros de Guanare      |
| 17  | TV     | Kevin de La Hoz           | 15 tháng 7, 1998 (16 tuổi)  | Zamora                   |
| 18  | TĐ     | Víctor Rivero             | 17 tháng 2, 1998 (17 tuổi)  | Deportivo La Guaira      |
| 19  | TV     | Starling Yendis           | 7 tháng 3, 1998 (16 tuổi)   | Puerto Cabello Te Quiero |
| 20  | HV     | Winter Rivas              | 18 tháng 7, 1998 (16 tuổi)  | Caracas                  |
| 21  | TĐ     | Jholvis Acevedo           | 2 tháng 10, 1998 (16 tuổi)  | Carabobo                 |
| 22  | TM     | Carlos Hernández          | 17 tháng 1, 1998 (17 tuổi)  | Catia                    |

## Bảng B

### Argentina
Huấn luyện viên:  Miguel Ángel Lemme
| Số | VT | Cầu thủ                 | Ngày sinh (tuổi)            | Trận | Bàn | Câu lạc bộ         |
| -- | -- | ----------------------- | --------------------------- | ---- | --- | ------------------ |
| 1  | TM | Franco Petroli          | 11 tháng 6, 1998 (16 tuổi)  |      |     | River Plate        |
| 2  | HV | Julián Ferreyra         | 22 tháng 4, 1998 (16 tuổi)  |      |     | Argentinos Juniors |
| 3  | HV | Luis Olivera            | 24 tháng 10, 1998 (16 tuổi) |      |     | River Plate        |
| 4  | HV | Matías Escudero         | 27 tháng 12, 1998 (16 tuổi) |      |     | Racing             |
| 5  | TV | Julián Chicco           | 13 tháng 1, 1998 (17 tuổi)  |      |     | Boca Juniors       |
| 6  | HV | Facundo Pardo           | 12 tháng 8, 1998 (16 tuổi)  |      |     | Newell's Old Boys  |
| 7  | TV | Gianluca Mancuso        | 3 tháng 2, 1998 (17 tuổi)   |      |     | Vélez Sarsfield    |
| 8  | TV | Exequiel Palacios       | 5 tháng 10, 1998 (16 tuổi)  |      |     | River Plate        |
| 9  | TĐ | Matias Roskopf          | 14 tháng 1, 1998 (17 tuổi)  |      |     | Boca Juniors       |
| 10 | TV | Juan Cejas              | 6 tháng 3, 1998 (16 tuổi)   |      |     | Estudiantes        |
| 11 | TĐ | Lucas Ferraz Vila       | 18 tháng 2, 1998 (17 tuổi)  |      |     | River Plate        |
| 12 | TM | Federico Bonansea       | 13 tháng 3, 1998 (16 tuổi)  |      |     | Belgrano           |
| 13 | HV | Héctor David Martínez   | 21 tháng 1, 1998 (17 tuổi)  |      |     | River Plate        |
| 14 | HV | Tiago Ruíz Díaz         | 24 tháng 7, 1998 (16 tuổi)  |      |     | Newell's Old Boys  |
| 15 | HV | Juan Antonio Di Lorenzo | 6 tháng 7, 1998 (16 tuổi)   |      |     | Independiente      |
| 16 | TV | Lucas Coyette           | 28 tháng 3, 1998 (16 tuổi)  |      |     | Arsenal            |
| 17 | TĐ | Germán Berterame        | 13 tháng 11, 1998 (16 tuổi) |      |     | San Lorenzo        |
| 18 | TĐ | Tomás Conechny          | 30 tháng 3, 1998 (16 tuổi)  |      |     | San Lorenzo        |
| 19 | TV | Pablo Enrique Ruiz      | 20 tháng 12, 1998 (16 tuổi) |      |     | San Lorenzo        |
| 20 | TĐ | Pablo Argañaraz         | 21 tháng 7, 1998 (16 tuổi)  |      |     | Lanús              |
| 21 | TĐ | Valentín Fauro Aguirre  | 23 tháng 2, 1998 (17 tuổi)  |      |     | Instituto          |
| 22 | TM | Matías Blengio          | 14 tháng 4, 1998 (16 tuổi)  |      |     | Tigre              |

### Bolivia
Huấn luyện viên:  Claudio Chacior

| Số | VT | Cầu thủ             | Ngày sinh (tuổi)            | Trận | Bàn | Câu lạc bộ                |
| -- | -- | ------------------- | --------------------------- | ---- | --- | ------------------------- |
| 1  | TM | Carlos Garcia       | 3 tháng 2, 1998 (17 tuổi)   |      |     | Callejas                  |
| 2  | HV | Aldair Galarza      | 16 tháng 8, 1998 (16 tuổi)  |      |     | Callejas                  |
| 3  | TV | Miguel Paredes      | 1 tháng 6, 1998 (16 tuổi)   |      |     | Universitario de Pando    |
| 4  | HV | Harry Céspedes      | 21 tháng 7, 1998 (16 tuổi)  |      |     | Bancruz Piraí             |
| 5  | HV | Brandon Torrico     | 30 tháng 9, 1998 (16 tuổi)  |      |     | Quebracho                 |
| 6  | TV | Luis Iriondo        | 8 tháng 1, 1999 (16 tuổi)   |      |     | Callejas                  |
| 7  | TV | Alexander Gonzales  | 4 tháng 9, 1998 (16 tuổi)   |      |     | Athletic Bilbao Juvenil B |
| 8  | TV | Moisés Villarroel   | 27 tháng 8, 1998 (16 tuổi)  |      |     | Blooming                  |
| 9  | TĐ | Ronaldo Monteiro    | 11 tháng 1, 1998 (17 tuổi)  |      |     | Bolívar                   |
| 10 | TV | Limberg Gutiérrez   | 12 tháng 6, 1998 (16 tuổi)  |      |     | San Martín                |
| 11 | TĐ | Bruno Miranda       | 10 tháng 2, 1998 (17 tuổi)  |      |     | Callejas                  |
| 12 | TM | Rubén Cordano       | 16 tháng 10, 1998 (16 tuổi) |      |     | Blooming                  |
| 13 | TV | José Miguel Serrano | 7 tháng 7, 1998 (16 tuổi)   |      |     | Florida                   |
| 14 | HV | Juan José Orellana  | 2 tháng 1, 1998 (17 tuổi)   |      |     | Bolívar                   |
| 15 | TV | Henry Vaca          | 27 tháng 1, 1998 (17 tuổi)  |      |     | Callejas                  |
| 16 | HV | Gabriel Medina      | 28 tháng 1, 1999 (16 tuổi)  |      |     | Florida                   |
| 17 | HV | Adrián Ulloa        | 28 tháng 1, 1998 (17 tuổi)  |      |     | Quebracho                 |
| 18 | TV | Diego Figueroa      | 13 tháng 3, 1998 (16 tuổi)  |      |     | Argentinos Juniors        |
| 19 | TĐ | Danner Beltrán      | 4 tháng 2, 1999 (16 tuổi)   |      |     | Florida                   |
| 20 | TV | Daniel Camacho      | 15 tháng 10, 1998 (16 tuổi) |      |     | Bolívar                   |
| 21 | TV | Marcelo Velasco     | 5 tháng 2, 1998 (17 tuổi)   |      |     | Blooming                  |
| 22 | TM | Leonardo Vaca       | 23 tháng 1, 2000 (15 tuổi)  |      |     | Florida                   |

### Chile
Huấn luyện viên:  Alfredo Grelak

| Số | VT | Cầu thủ             | Ngày sinh (tuổi)            | Trận | Bàn | Câu lạc bộ           |
| -- | -- | ------------------- | --------------------------- | ---- | --- | -------------------- |
| 1  | TM | Zacarías López      | 30 tháng 6, 1998 (16 tuổi)  |      |     | San Marcos           |
| 2  | HV | Ricardo Álvarez     | 10 tháng 2, 1999 (16 tuổi)  |      |     | Colo-Colo            |
| 3  | HV | Alonso Rodríguez    | 8 tháng 6, 1998 (16 tuổi)   |      |     | Universidad de Chile |
| 4  | HV | Lukas Soza          | 19 tháng 1, 1998 (17 tuổi)  |      |     | Universidad Católica |
| 5  | HV | Diego González      | 29 tháng 4, 1998 (16 tuổi)  |      |     | O'Higgins            |
| 6  | TV | Marcelo Sandoval    | 30 tháng 7, 1998 (16 tuổi)  |      |     | Universidad de Chile |
| 7  | TV | David Salazar       | 19 tháng 4, 1999 (15 tuổi)  |      |     | O'Higgins            |
| 8  | TV | Víctor Araya        | 15 tháng 6, 1998 (16 tuổi)  |      |     | Colo-Colo            |
| 9  | TĐ | Gabriel Mazuela     | 30 tháng 1, 1999 (16 tuổi)  |      |     | Universidad de Chile |
| 10 | TV | René Meléndez       | 19 tháng 11, 1998 (16 tuổi) |      |     | Audax Italiano       |
| 11 | TĐ | Simón Ramírez       | 3 tháng 11, 1998 (16 tuổi)  |      |     | Huachipato           |
| 12 | TM | Andrés Fernández    | 30 tháng 7, 1998 (16 tuổi)  |      |     | Universidad Católica |
| 13 | TV | Maximiliano Riveros | 5 tháng 7, 1998 (16 tuổi)   |      |     | Barnechea            |
| 14 | TĐ | Branco Provoste     | 14 tháng 4, 2000 (14 tuổi)  |      |     | Colo-Colo            |
| 15 | TV | Mathias Galdames    | 5 tháng 2, 1998 (17 tuổi)   |      |     | Universidad de Chile |
| 16 | TV | Celín Valdés        | 16 tháng 1, 1998 (17 tuổi)  |      |     | Colo-Colo            |
| 17 | TĐ | Manuel Reyes        | 8 tháng 1, 1998 (17 tuổi)   |      |     | Universidad Católica |
| 18 | TĐ | Antonio Ramírez     | 3 tháng 11, 1998 (16 tuổi)  |      |     | Huachipato           |
| 19 | HV | Juan José Soriano   | 12 tháng 1, 1998 (17 tuổi)  |      |     | Universidad Católica |
| 20 | HV | Kevin Madariaga     | 18 tháng 4, 1998 (16 tuổi)  |      |     | Audax Italiano       |
| 21 | TĐ | Iván Morales        | 29 tháng 7, 1999 (15 tuổi)  |      |     | Colo-Colo            |
| 22 | TM | Luis Ureta          | 8 tháng 3, 1999 (15 tuổi)   |      |     | O'Higgins            |

### Ecuador
Huấn luyện viên:  Javier Rodríguez
| 0#0 | Vị trí | Cầu thủ               | Ngày sinh và tuổi           | Câu lạc bộ              |
| --- | ------ | --------------------- | --------------------------- | ----------------------- |
| 1   | TM     | José Gabriel Cevallos | 19 tháng 3, 1998 (16 tuổi)  | LDU Quito               |
| 2   | HV     | Joan Cortez           | 13 tháng 1, 1998 (17 tuổi)  | Norte América           |
| 3   | HV     | Joel Quintero         | 25 tháng 9, 1998 (16 tuổi)  | Emelec                  |
| 4   | HV     | Francisco Obando      | 24 tháng 2, 1998 (17 tuổi)  | Independiente del Valle |
| 5   | TV     | Juan Nazareno         | 18 tháng 8, 1998 (16 tuổi)  | Independiente del Valle |
| 6   | HV     | Jhonner Montezuma     | 11 tháng 6, 1998 (16 tuổi)  | Norte América           |
| 7   | TĐ     | Washington Corozo     | 9 tháng 7, 1998 (16 tuổi)   | Emelec                  |
| 8   | TV     | Andy Casquete         | 23 tháng 1, 1998 (17 tuổi)  | LDU Quito               |
| 9   | TĐ     | Arturo Batioja        | 5 tháng 8, 1998 (16 tuổi)   | Emelec                  |
| 10  | TV     | Fabiano Tello         | 28 tháng 10, 1998 (16 tuổi) | Independiente del Valle |
| 11  | TĐ     | Jhon Pereira          | 3 tháng 9, 1998 (16 tuổi)   | Norte América           |
| 12  | TM     | Giancarlos Terreros   | 14 tháng 5, 1998 (16 tuổi)  | Barcelona               |
| 13  | HV     | Byron Castillo        | 10 tháng 11, 1998 (16 tuổi) | Norte América           |
| 14  | TV     | Renny Jaramillo       | 12 tháng 6, 1998 (16 tuổi)  | América                 |
| 15  | TĐ     | Jhoel Montaño         | 1 tháng 12, 1998 (16 tuổi)  | Deportivo Azogues       |
| 16  | TV     | Joao Montaño          | 22 tháng 4, 1998 (16 tuổi)  | América                 |
| 17  | HV     | Pervis Estupiñán      | 21 tháng 1, 1998 (17 tuổi)  | LDU Quito               |
| 18  | TV     | Peter Valencia        | 27 tháng 1, 1998 (17 tuổi)  | River Plate             |
| 19  | TV     | Anderson Naula        | 22 tháng 6, 1998 (16 tuổi)  | LDU Loja                |
| 20  | TV     | Jean Carlos Peña      | 5 tháng 3, 1998 (16 tuổi)   | El Nacional             |
| 21  | TV     | Alan Franco           | 21 tháng 8, 1998 (16 tuổi)  | Independiente del Valle |
| 22  | TM     | Leodán Chalá          | 25 tháng 1, 1998 (17 tuổi)  | El Nacional             |

### Uruguay
Huấn luyện viên:  Santiago Ostolaza
| 0#0 | Vị trí | Cầu thủ                    | Ngày sinh và tuổi          | Câu lạc bộ        |
| --- | ------ | -------------------------- | -------------------------- | ----------------- |
| 1   | TM     | Renzo Rodríguez            | 1 tháng 1, 1999 (16 tuổi)  | Peñarol           |
| 2   | HV     | Nicolás Rodríguez          | 20 tháng 8, 1998 (16 tuổi) | Nacional          |
| 3   | HV     | Joaquín Varela             | 27 tháng 6, 1998 (16 tuổi) | Defensor Sporting |
| 4   | HV     | Roberto Nicolás Fernández  | 2 tháng 3, 1998 (17 tuổi)  | Fénix             |
| 5   | HV     | Santiago Bueno             | 9 tháng 11, 1998 (16 tuổi) | Peñarol           |
| 6   | HV     | Marcelo Saracchi           | 1 tháng 4, 1998 (16 tuổi)  | Danubio           |
| 7   | TV     | Wiston Fernández           | 4 tháng 1, 1998 (17 tuổi)  | Defensor Sporting |
| 8   | TV     | Federico Valverde          | 22 tháng 7, 1998 (16 tuổi) | Peñarol           |
| 9   | TĐ     | Diego Rossi                | 5 tháng 3, 1998 (16 tuổi)  | Peñarol           |
| 10  | TV     | Leonardo Cecilio Fernández | 8 tháng 11, 1998 (16 tuổi) | Fénix             |
| 11  | TV     | Santiago Mederos           | 16 tháng 1, 1998 (17 tuổi) | Danubio           |
| 12  | TM     | Juan Tinaglini             | 9 tháng 11, 1998 (16 tuổi) | River Plate       |
| 13  | HV     | Santiago Martín Pérez      | 8 tháng 11, 1998 (16 tuổi) | River Plate       |
| 14  | HV     | Andrés Sebastían Romero    | 8 tháng 6, 1998 (16 tuổi)  | Nacional          |
| 15  | HV     | Maximiliano Silvera        | 25 tháng 1, 1998 (17 tuổi) | Peñarol           |
| 16  | TV     | Joaquín Piquerez           | 24 tháng 8, 1998 (16 tuổi) | Defensor Sporting |
| 17  | HV     | Robert Ergas               | 15 tháng 1, 1998 (17 tuổi) | Defensor Sporting |
| 18  | TV     | Diego Vicente              | 19 tháng 7, 1998 (16 tuổi) | River Plate       |
| 19  | TĐ     | Nicolás Schiappacasse      | 12 tháng 1, 1999 (16 tuổi) | River Plate       |
| 20  | TĐ     | Martín Chaves              | 12 tháng 5, 1998 (16 tuổi) | Peñarol           |
| 21  | TĐ     | Uri Amaral                 | 19 tháng 5, 1998 (16 tuổi) | Defensor Sporting |
| 22  | TM     | Cristopher Fiermarin       | 1 tháng 1, 1998 (17 tuổi)  | Defensor Sporting |